# فيليب بلاجيك
فيليب بلاجيك (بالسلوفاكية: Filip Blažek)‏ هو لاعب كرة قدم سلوفاكي في مركز الوسط، ولد في 11 مارس 1998 في سلوفاكيا. لعب مع نادي بروندبي.

## وصلات خارجية
- فيليب بلاجيك على موقع قاعدة بيانات كرة القدم.إي يو (الإنجليزية)
- فيليب بلاجيك على موقع Soccerway.com (الإنجليزية)
- فيليب بلاجيك على موقع عالم كرة القدم.نت (الإنجليزية)